# Conocimientos teóricos de la Educación Física
Libro publicado por la Editorial Pila Teleña en el año 2010. Sus autores son José Manuel Pérez Feito, Daniel Delgado López y Ana Isabel Núñez Vivas.
Escrito de manera pedagógica, clara y fácil de entender, en él se recogen los fundamentos de la asignatura de Educación Física, es decir, lo que todo alumno debería saber cuando termine la Educación Secundaria Obligatoria y que debería servirle a lo largo de su vida adulta.
El libro está dividido en cuatro bloques temáticos y veinte temas, los siguientes:
```
  
Bloque 1:

     1- La actividad física.
     2- El calentamiento.
     3- Los estiramientos.
     4- Condición física y capacidades físicas básicas.
     5- La fuerza.
     6- La resistencia.
     7- La velocidad.
     8- La flexibilidad.
  
Bloque 2:

     9- Cualidades motrices.
     10- El equilibrio.
     11- La coordinación.
  
Bloque 3:

     12- El cuerpo humano: bases anatómicas y fisiológicas.
     13- Postura corporal.
     14- Nutrición y entrenamiento.
     15- Relajación.
     16- Primeros auxilios.
     17- Planificación para un programa de entrenamiento.
  
Bloque 4:

     18- La Educación Física en la historia.
     19- Educación Física y deporte.
     20- El movimiento olímpico.
  Glosario.
```

Los distintos bloques cuentan con un apartado inicial denominado "La Educación Física en tu vida", con el que se pretende una reflexión sobre diversos aspectos relacionados con esta área, y en el que se abordan los siguientes temas: el deporte profesional, juegos populares y tradicionales, higiene y salud, y la violencia en el deporte.
Cada uno de los veinte temas cuentan con una introducción a doble página denominada "La foto", en la que aparece una fotografía relacionada con el tema y un comentario sobre la misma que sirve de preámbulo al desarrollo del mismo.
Además, cada tema termina con una serie de preguntas que pretenden servir de autoevaluación, así como con un apartado llamado "Si quieres saber más...", en el que se sugieren libros, páginas web... que pueden completar la información aportada.
Por último, en cada tema figura un apartado cuyo nombre, "¡Si no lo veo no lo creo!", dice bastante de su contenido. En él se pueden encontrar las noticias más curiosas e increíbles relacionadas con el capítulo estudiado.
- Datos: Q5783428